# Covas (Vila Verde)
Covas ist ein Ort und eine ehemalige Gemeinde (Freguesia) im Norden Portugals.
Covas gehört zum Kreis Vila Verde im Distrikt Braga. Die Gemeinde hatte eine Fläche von 3,5 km² und 399 Einwohner (Stand 30. Juni 2011).
Am 29. September 2013 wurden die Gemeinden Covas, Penascais, Valões, Codeceda und Atães zur neuen Gemeinde União das Freguesias do Vade zusammengeschlossen.